# Frangy
Frangy är en kommun i departementet Haute-Savoie i regionen Auvergne-Rhône-Alpes i sydöstra Frankrike. Kommunen ligger i kantonen Frangy som tillhör arrondissementet Saint-Julien-en-Genevois. År 2022 hade Frangy 2 136 invånare.

## Befolkningsutveckling
Antalet invånare i kommunen Frangy
| Referens: INSEE |